# مايكل بينيت (لاعب كرة قدم)
مايكل بينيت (بالإنجليزية: Michael Bennett)‏ (و. 1978  م) هو لاعب كرة قدم أمريكية، من الولايات المتحدة، ولد في ميلواكي، ويسكنسن، يلعب كراكض للخلف ‏.

## التعليم
تعلم في جامعة ويسكونسن-ماديسون.